# Nobu Kōda
Nobu Kōda (幸田 延 Kōda Nobu?,  Tokio, 19 de abril de 1870 - ib. 19 de marzo de 1946) fue una compositora, violinista y profesora de música japonesa. Fue una de las primeras mujeres japonesas en estudiar música en el extranjero. Estudió en el Conservatorio de Nueva Inglaterra y posteriormente estudió en Europa. Su hermano mayor fue el escritor Kōda Rohan.

## Primeros años y estudios
Kōda nació el 19 de abril de 1870 en Tokio. Tanto ella como su hermana menor, Kō, estudiaron en la Escuela de Música de Tokio. De niña estudió koto y estudió música occidental con Nakamura Sen. Se graduó del instituto en 1885 como parte de la primera promoción. Los estudios de Kōda en el extranjero le permitieron convertirse en una autoridad de la música occidental cuando regresó a Japón.
Viajó a Boston y estudió en el Conservatorio de Nueva Inglaterra en 1889 a la edad de 19. Luego regresó a Japón por un corto tiempo antes de ir a Europa. Estudió en Viena hasta 1895 antes de regresar una vez más a Japón. En 1892, viajó a Alemania y estudió allí con Joseph Joachim.
Kōda volvería a partir hacia Europa en 1909, aunque una vez más regresaría a Japón, donde vivió hasta su muerte en 1946.

## Impacto y obras destacadas
Kōda fue considerada una autoridad en música occidental en Japón, siendo la primera compositora japonesa en escribir una sonata para violín.
Enseñó en la Escuela de Música de Tokio, dio lecciones de piano a niñas de clase alta y se convirtió en maestra de la familia real. Tanto Kōda como su hermana enseñaron a Shin'ichi Suzuki, quien se hizo famoso por su método de enseñanza musical, el método Suzuki.